# فاطمه نعمتی
فاطمه نعمتی (۲۵ شهریور ۱۳۶۴) ورزشکاری ایرانی است که در رشته تکواندو فعالیت دارد. او در مسابقات تکواندو قهرمانی آسیا ۲۰۰۸ توانست در دسته منهای ۴۷ کیلوگرم مدال طلا را کسب کند.
1. ↑  "TaekwondoData". TaekwondoData (به انگلیسی). Retrieved 2024-02-13.